# اشتون (ویرجینای غربی)
اشتون (به انگلیسی: Ashton) یک منطقهٔ مسکونی در ایالات متحده آمریکا است که در شهرستان ماسون، ویرجینیای غربی واقع شده‌است. اشتون ۱۷۱٫۹۱ متر بالاتر از سطح دریا واقع شده‌است.